# Легитимитет
Легитимитет је појам који се употребљава у политичким и правним наукама. Обично се узима да представља прихваћеност закона или политике тј. увереност у њихову исправност и добровољно потчињавање. Српски термин, који у теорији није заживео, био је оправдање.
Легитимност власти је гарантована када грађани добровољно прихватају законе и покоравају им се, добијајући заштиту својих законски загарантованих права заузврат. Концепт се примењује и на друге врсте ауторитета, као што је легитимитет послодавца. Марксистичка теорија дискутује легитимност читавих економско-политичких система. У породичном праву, легитимност се односи на статус деце која су рођена у законски признатом браку родитеља. Појам води порекло од латинске речи legitimatio (легитимацио)који значи представљање, оправдање.